# Jafit
Jafit (hebr.: יפית) – moszaw położony w samorządzie regionu Bika’at ha-Jarden, w Dystrykcie Judei i Samarii, w Izraelu.
Leży w Dolinie Jordanu, na północ od miasta Jerycho.

## Historia
Moszaw został założony w 1980 przez imigrantów z Francji.

## Gospodarka
Gospodarka moszawu opiera się na uprawach w szklarniach.